# Караваев, Олег Николаевич
Оле́г Никола́евич Карава́ев (20 мая 1936, Минск — 23 августа 1978, Минск) — советский борец классического стиля, олимпийский чемпион 1960 года, заслуженный мастер спорта СССР (1960). Первый белорусский борец — олимпийский чемпион. Младший брат Игоря Караваева, чемпиона СССР по вольной борьбе.

## Биография
Родился в 1936 году в Минске. Еврей по матери.
Борьбой начал заниматься в 1952 году и через год стал чемпионом СССР среди юношей.
На летних Олимпийских играх 1960 года в Риме боролся в весовой категории до 57 килограммов (лёгкий вес). В схватках:
- в первом круге на 9-й минуте тушировал Йона Твейтена (Норвегия);
- во втором круге на 2-й минуте тушировал Эйме Верховена (Бельгия);
- в третьем круге выиграл решением судей у Стипана Доры (Югославия);
- в четвёртом круге выиграл решением судей у Мишеля Накужи (Ливан);
- в пятом круге на 4-й минуте тушировал Масамицу Итигути (Япония);
- в шестом круге выиграл решением судей у Йона Черни (Румыния) и стал чемпионом Олимпийских игр;[4]

Кроме того, признан самым техничным борцом классического стиля на Олимпийских играх 1960 года.
О манере борьбы Олега Караваева:

Ведь невысокий, крепко сбитый Олег Караваев, по словам очевидцев, всегда создавал великолепный борцовский спектакль на ковре, в котором был и автором, и режиссёром, и актёром. Его великолепная техническая подготовка позволяла смело импровизировать. Он мог, конечно, провести одну схватку лучше, другую — хуже, но каждая из них была схваткой именно Олега Караваева — нестандартная, оригинальная, «своя». Ну а пресловутой «толкотни», чем начинала страдать классическая борьба, он не терпел и никогда не попадался на удочку любителей подобной манеры ведения поединков.
По словам чемпиона мира Г. А. Гамарника
Олег Караваев был уникальным борцом, наделённый природным талантом. Он явно возвышался над своими соперниками особой способностью к оперативному мышлению, владея большущим запасом технических приёмов и контрприёмов, отточенных до мельчайших подробностей. Выходил на ковёр с распростертыми объятиями, как будто собирается с соперником не бороться, а обниматься, лобызаться. И тут же молниеносно следовал приём, причем каждый раз другой, который ставил соперника в критическое положение. 
Двукратный чемпион мира (1958, 1961), семикратный чемпион СССР (1956, 1957, 1958, 1959, 1960, 1962 в личном первенстве и 1960 в командном).
Окончил Белорусский государственный институт физической культуры (1966).
С 1971 по 1978 год работал тренером в ДСО «Буревестник» (Минск).
По-видимому, начал злоупотреблять спиртным и умер в 1978 году в Минске.

В итоге великий спортсмен, с легкостью побеждавший грозных соперников, сам не смог устоять в роковом поединке с «зеленым змием», который за несколько лет уложил 42-летнего Караваева на обе лопатки… 
С 1994 года в Минске проводится традиционный «Международный турнир памяти Олимпийского чемпиона Олега Караваева», его имя носит спортивная школа греко-римской борьбы в Минске.

## Спортивные результаты
- Чемпионат СССР по классической борьбе 1955 года — ;
- Классическая борьба на летней Спартакиаде народов СССР 1956 года — ;
- Чемпионат СССР по классической борьбе 1957 года — ;
- Чемпионат СССР по классической борьбе 1958 года — ;
- Классическая борьба на летней Спартакиаде народов СССР 1959 года — ;
- Чемпионат СССР по классической борьбе 1960 года — ;
- Чемпионат СССР по классической борьбе 1962 года — ;

## Награды
- Орден Трудового Красного Знамени (16.09.1960) — за успешные выступления в XVII летних и VIII зимних Олимпийских играх 1960 года, а также за выдающиеся спортивные достижения[8]
- Медаль «За трудовую доблесть» (27.04.1957) — «за успехи, достигнутые в деле развития массового физкультурного движения в стране, повышения мастерства советских спортсменов, и успешное выступление на международных соревнованиях»